# Paraamblyseius fragariae
Paraamblyseius fragariae är en spindeldjursart som beskrevs av Gupta 1980. Paraamblyseius fragariae ingår i släktet Paraamblyseius och familjen Phytoseiidae. Inga underarter finns listade i Catalogue of Life.